# 罗宾·阿特菲尔德
罗宾·阿特菲尔德（1931年10月6日—）是一位英国环境伦理学家，卡迪夫大学哲学教授，主要作品有入选牛津通识读本的《环境伦理》（Environmental Ethics）等。